# 探险家海岭
探险家海岭是位于加拿大英属哥伦比亚海岸以西太平洋中的一条海岭，在构造上是一段离散边界。一些转换断层把它分隔为几段，其中最大的一段是南探险家海岭。它的东边是探险家板块，南边亦与探险家板块以及另两个胡安·德富卡板块和戈尔达板块相接；这三个板块都是曾经十分广大、现已大部分消减于北美洲板块之下的古法拉龙板块的残余。它的西面则是太平洋板块。
魔山是位于南探险家海岭的一片面积广大的活动热液出口。作为一个热液出口，魔山的地理位置不同寻常，因为它并不位于中轴附近，而且活动时间也较长。造就了魔山的热液源头，很可能伴随与近期的裂谷作用期相关的断层系统出现，而在这个裂谷作用期之前，则有一次巨量的熔岩溢出。